# Constel·lacions (Miró)
Constel·lacions és una sèrie de 23 pintures sobre paper de petites dimensions, iniciada per Joan Miró el 1939 a Varengeville-sur-Mer i finalitzada el 1941 entre Mallorca i Mont-Roig del Camp. La Fundació Joan Miró conserva una obra d'aquesta sèrie, L'estel matinal, una de les obres més destacades de la sèrie que el pintor va donar a la seva dona i que posteriorment ella va donar a la Fundació.

## Història
L'agost del 1939, un mes abans d'esclatar la Segona Guerra Mundial, Miró, amb la seva família, deixa París i s'instal·la a Varengeville-sur-Mer, un petit poble de Normandia. Davant la difícil realitat del moment, sent un fort desig d'evasió. Aquest sentiment es reflecteix clarament en una de les sèries més singulars, harmòniques i poètiques de la seva producció, la coneguda posteriorment com a Constel·lacions. Allà hi pintaria les 10 primeres obres de la sèrie, començant per L'Alba i L'escala de l'evasió. El ritme de producció fou estable, pintant una obra aproximadament cada 10 o 14 dies.
El periodista Lluís Permanyer, comenta en una entrevista sobre Miró al programa El meu avi de TV3: «Miró enceta, a Varengeville-sur-Mer (Normandia) una sèrie que és la de les Constel·lacions. I diu que hi va haver un fet que el va ajudar bastant, un fet pel qual ell sempre estava molt atent, que és l'atzar, ell deia el "déu atzar". I allà l'atzar es va produir el primer dia, quan en acabar l'obra, ell sempre netejava amb molta cura els pinzells per tenir-los a punt per a l'endemà. I els va netejar amb un paper, i l'endemà va veure que aquell paper, una vegada netejats els pinzells, havia adquirit una pàtina, i això el va inspirar. I aquesta pàtina servia una mica com a teló de fons per una nova Constel·lació, i quan va veure que això encaixava amb el que ell volia fer, cada dia feia el mateix procediment. I el blau que apareix en aquestes Constel·lacions és el blau que li havia sobrat de pintar les finestres de casa seva, que era l'ordre que van donar les autoritats perquè quan hi havia bombardejos els aviadors alemanys no veiessin els puntets de llum de les cases.»
Després de fugir de França a causa de la invasió de les tropes alemanyes, Miró continua treballant la sèrie de les Constel·lacions a Mallorca, on realitza 10 composicions més, de caràcter més complex. El 1941 a Mont-roig del Camp, finalitza la sèrie pintant 3 obres. En aquella època va començar els primers esbossos de la posteriorment coneguda com a Sèrie Barcelona, on repetiria part del seu imaginari.
| «           | Sentia un profund desig de fugir. Em vaig tancar deliberadament en mi mateix. La nit, la música i les estrelles van començar a tenir un paper decisiu en la meva pintura. | » |
| — Joan Miró | |   |

## Descripció
En aquesta sèrie s'inicia una morfologia de signes caracteritzada per la presència d'astres, ocells i dones que configuren el llenguatge mironià de l'etapa de maduresa. Entre les superposicions de les diferents formes es crea un espai cromàtic determinat, que a partir d'aquest moment es repeteix constantment a l'obra de Miró. Totes les obres estan datades, fet que permet ordenar la seqüència cronològicament.
Els fons de les obres estan pintats amb tons suaus, i la gran majoria d'obres estan plenes d'interseccions lineals de color negre, amb petits detalls pintats en els colors primaris que feia servir Miró (vermell, blau, groc…) Les obres recorden a mapes astrals, a representacions d'espais còsmics.

## La sèrie
| Títol català                         | Títol francès                                                                 | Data                   | Format                           | Mides (cm) | Museu                               | Ciutat          | Ref.                    |
| ------------------------------------ | ----------------------------------------------------------------------------- | ---------------------- | -------------------------------- | ---------- | ----------------------------------- | --------------- | ----------------------- |
| La sortida del sol                   | Le Lever du soleil                                                            | 21 de gener de 1940    | Guaix, oli i pastel damunt paper | 38 × 46    | Col·lecció Privada                  | ND              | [ 6 ] [ 7 ]             |
|                                      | L'Échelle de l'évasion                                                        | 31 de gener de 1940    | Guaix, oli i pastel damunt paper | 38 × 46    | MoMA                                | Nova York       | [ 6 ]                   |
|                                      | Personnages dans la nuit guidés par les traces phosphorescentes des escargots | 12 de febrer de 1940   | Guaix, oli i pastel damunt paper | 38 × 46    | Museu d'Art de Filadèlfia           | Filadèlfia      | [ 6 ]                   |
|                                      | Femmes sur la plage                                                           | 15 de febrer de 1940   | Guaix, oli i pastel damunt paper | 38 × 46    | Col·lecció Jacques i Natasha Gelman | Ciutat de Mèxic | [ 6 ]                   |
|                                      | Femme à la blonde aisselle coiffant sa chevelure à la lueur des étoiles       | 5 de març de 1940      | Guaix, oli i pastel damunt paper | 38 × 46    | Museu d'Art de Cleveland            | Cleveland       | [ 6 ]                   |
| L'estel matinal                      | L'étoile matinale                                                             | 16 de març de 1940     | Guaix, oli i pastel damunt paper | 38 × 46    | Fundació Joan Miró                  | Barcelona       | [ 1 ] [ 8 ] [ 9 ] [ 3 ] |
|                                      | Personnage blessé                                                             | 27 de març de 1940     | Guaix, oli i pastel damunt paper | 38 × 46    | Col·lecció Privada                  | ND              | [ 6 ]                   |
|                                      | Femme et oiseaux                                                              | 13 d'abril de 1940     | Guaix, oli i pastel damunt paper | 38 × 46    | Col·lecció Privada                  | ND              | [ 6 ]                   |
|                                      | Femme dans la nuit                                                            | 27 d'abril de 1940     | Guaix, oli i pastel damunt paper | 46 × 38    | Col·lecció familiar dels Margulies  | ND              | [ 6 ]                   |
|                                      | Danseuses acrobates                                                           | 14 de maig de 1940     | Guaix, oli i pastel damunt paper | 46 × 38    | Wadsworth Atheneum                  | Hartford        | [ 6 ]                   |
|                                      | Le Chant du rossignol à minuit et la pluie matinale                           | 4 de setembre de 1940  | Guaix, oli i pastel damunt paper | 38 × 46    | Col·lecció Privada                  | ND              | [ 6 ]                   |
|                                      | Le 13 l'échelle a frôlé le firmament                                          | 14 d'octubre de 1940   | Guaix, oli i pastel damunt paper | 46 × 38    | Col·lecció Privada                  | ND              | [ 6 ]                   |
|                                      | Nocturne                                                                      | 2 de novembre de 1940  | Guaix, oli i pastel damunt paper | 38 × 46    | Col·lecció privada                  | ND              | [ 6 ]                   |
|                                      | La Poétesse                                                                   | 31 de desembre de 1940 | Guaix, oli i pastel damunt paper | 38 × 46    | Col·lecció Privada                  | ND              | [ 6 ]                   |
|                                      | Le Réveil au petit jour                                                       | 27 de gener de 1941    | Guaix, oli i pastel damunt paper | 46 × 38    | Museu d'art Kimbell                 | Fort Worth      | [ 6 ]                   |
|                                      | Vers l'arc-en-ciel                                                            | 11 de març de 1941     | Guaix, oli i pastel damunt paper | 46 × 38    | Col·lecció Jacques i Natasha Gelman | ND              | [ 6 ]                   |
| Dones encerclades pel vol d'un ocell | Femmes encerclées par le vol d'un oiseau                                      | 26 d'abril de 1941     | Guaix, oli i pastel damunt paper | 46 × 38    | Col·lecció Privada                  | ND              | [ 6 ] [ 10 ]            |
|                                      | Femmes au bord du lac à la surface irisée par le passage d'un cygne           | 14 de maig de 1941     | Guaix, oli i pastel damunt paper | 46 × 38    | Col·lecció Privada                  | ND              | [ 6 ]                   |
|                                      | L'Oiseau-migrateur                                                            | 26 de maig de 1941     | Guaix, oli i pastel damunt paper | 46 × 38    | Col·lecció Privada                  | ND              | [ 6 ]                   |
|                                      | Chiffres et constellations amoureux d'une femme                               | 12 de juny de 1941     | Guaix, oli i pastel damunt paper | 46 × 38    | Institut d'Art de Chicago           | Chicago         | [ 6 ] [ 5 ]             |
|                                      | Le Bel oiseau déchiffrant l'inconnu au couple d'amoureux                      | 23 de juliol de 1941   | Guaix, oli i pastel damunt paper | 46 × 38    | MoMA                                | Nova York       | [ 6 ]                   |
|                                      | Le Crépuscule rose caresse le sexe des femmes et des oiseaux                  | 14 d'agost de 1941     | Guaix, oli i pastel damunt paper | 46 × 38    | Col·lecció Privada                  | ND              | [ 6 ]                   |
| El pas de l'ocell diví               | Le Passage de l'oiseau divin                                                  | 12 de setembre de 1941 | Guaix, oli i pastel damunt paper | 46 × 38    | Col·lecció Privada                  | ND              | [ 6 ] [ 11 ]            |

## Anàlisi
Joan Punyet, net de l'artista, comenta en una entrevista al programa El meu avi, de TV3:
| «             | Les Constel·lacions són una escapada al sublim. Són una anada cap a l'energia. Cap a l'univers. Són una porta per marxar d'una guerra circumstancial, d'un genocidi, d'una brutalitat, d'una bestiesa. Les Constel·lacions són dir: el meu únic salvador dins aquesta tragèdia mundial és l'esperit, és l'ànima que em porta cap al cel. Que em porta cap al sublim. És com si el Miró fos un ocell nocturn capaç d'evadir-se de la terra, marxar cap al cel, viatjar pel cel, pels astres, per les constel·lacions, capturar-les totes amb una mà, tornar a terra i dibuixar-les damunt d'un full de paper. | » |
| — Joan Punyet | |   |

Segons Malet, en aquesta sèrie la figura de la dona representa un ésser amable, que evoca l'amor, mentre que a la Sèrie Barcelona la figura de la dona es fa servir com a símbol de la violència, l'agressivitat i tota la repulsió que la guerra civil espanyola genera en Miró. Els títols de les obres de la sèrie són, cada un, com una petita poesia. Segons Miró, aquestes obres tenien el seu origen visual a la música i els reflexos sobre l'aigua.
Segons Calvo Serraller, la sèrie va influenciar diversos artistes que començaven a experimentar amb l'expressionisme abstracte.
Victòria Combalía, al seu torn, comenta: «Les Constel·lacions de Miró són tan importants com el Guernica de Picasso, Inventa una nova composició, completament desjerarquitzada, que influirà en tot l'art posterior. Les va fer en plena Segona Guerra Mundial i amb elles demostra que un gran artista pot no ser un pamfletari sense deixar de fer un comentari en el seu moment històric.»